# Elisabeth (stație de premetrou din Antwerpen)
Elisabeth (în neerlandeză Premetrostation Elisabeth) este o stație a premetroului din Antwerpen, care face parte din rețeaua de tramvai din Antwerpen. Ea este situată în nordul orașului, sub intersecțiile străzii Sint-Elisabethstraat cu Greinstraat și Delinstraat.

## Caracteristici
Stația a fost deschisă în același timp cu noua linie 3 de tramvai, în 1996, după cum amintește o placă comemorativă montată în holul principal. Prin stație circulă liniile de tramvai 3 (din 1996), 5 (din 2006), 6 (din 2007) și 2 (din 2012). Deși cea mai mare parte a lucrărilor de artă au fost realizate în anii '80, stația a decorată după un model mai modern. Culoarea gri închis predomină decorația interioară a stației.
La nivelul -1 se află holul central, precum și ieșirea către piațeta sub care este construită stația. Cele două peroane, în lungime de 60 de metri fiecare, sunt situate la nivelul -2, de o parte și de alta a șinelor.

## Imagini

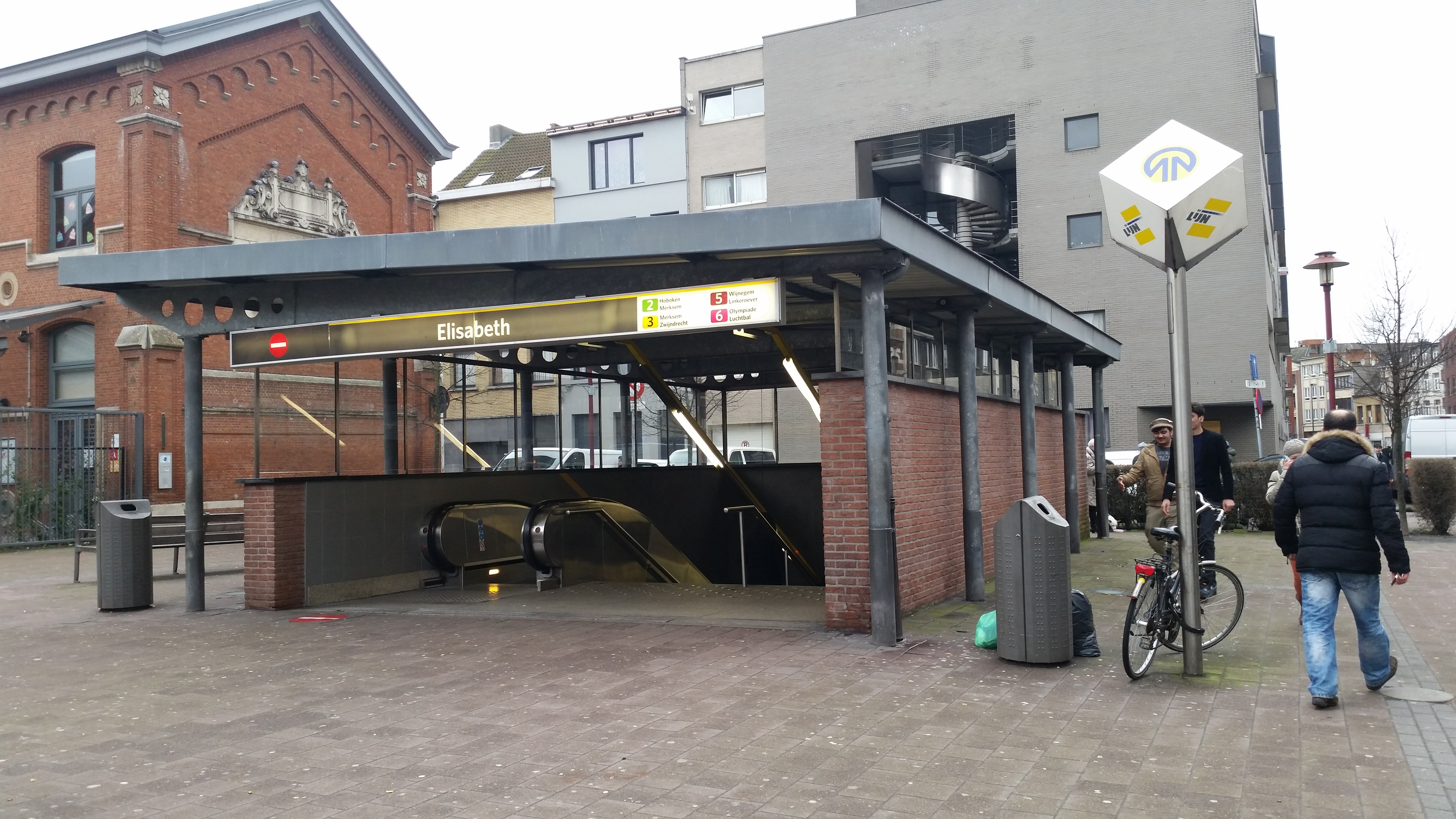
Gura stației de premetrou Elisabeth.